# Prucaloprid
Prucaloprid (Handelsname Resolor®; Hersteller Shire) ist ein Arzneistoff aus der Gruppe der Prokinetika, welcher zur Behandlung der Gastroparese und Obstipation zugelassen ist.

## Klinische Angaben

### Anwendungsgebiete
Prucaloprid wird in der Behandlung der chronischen Verstopfung bei Erwachsenen eingesetzt, bei denen durch Laxanzien kein ausreichender Effekt erreicht werden konnte. Außerdem ist es zur Behandlung der Gastroparese zugelassen. 

### Art und Dauer der Anwendung
Die empfohlene Dosis beträgt 2 mg Prucaloprid einmal täglich, die Einnahme kann unabhängig von den Mahlzeiten erfolgen. Eine Dosissteigerung bewirkt laut Hersteller keine Wirkungsverstärkung. Ist nach vierwöchiger Einnahme keine Besserung der Symptomatik eingetreten, sollte die Therapie überdacht werden.

### Gegenanzeigen
Prucaloprid sollte nicht eingenommen werden bei
- bekannter Überempfindlichkeit gegenüber der Substanz,
- dialysepflichtiger Niereninsuffizienz,
- Darmperforation und
- verschiedenen Darmerkrankungen wie z. B. Darmverschluss, Morbus Crohn, Colitis ulcerosa oder toxischem Megakolon.[4][5]

### Wechselwirkungen mit anderen Medikamenten
Erythromycin und andere starke Hemmer von CYP3A4 können die Serumkonzentrationen von Prucaloprid um 40 % erhöhen.

### Anwendung während Schwangerschaft und Stillzeit
Frauen in gebärfähigem Alter sollten während der Einnahme wirksam verhüten, da in klinischen Studien unter Prucaloprid Spontanaborte gesehen wurden. Weil der Wirkstoff in die Muttermilch übergeht, sollte er nicht in der Stillzeit angewendet werden.

### Besondere Patientengruppen
Bei älteren Patienten sollte mit einer Tagesdosis von 1 mg begonnen werden, die bei Bedarf auf 2 mg gesteigert werden kann, ebenso bei Patienten mit schwerer Leberfunktionsstörung (Child-Pugh-Klasse C). Patienten mit starker Einschränkung der Nierenfunktion (GFR < 30 ml/min/1,73 m²) sollten 1 mg als maximale Tagesdosis erhalten, während bei Patienten mit geringerer Beeinträchtigung der Nierenleistung keine Dosisanpassung erforderlich ist. Bei Kindern und Jugendlichen sollte Prucaloprid nicht angewandt werden.

### Unerwünschte Wirkungen
Unter der Behandlung können folgende UAW auftreten:
- sehr häufig: Kopfschmerz, Übelkeit, Durchfall, Bauchschmerzen
- häufig: verminderter Appetit, Schwindel, Erbrechen, Verdauungsstörungen, Blähungen, abnorme Bauchgeräusche, Ermüdung
- gelegentlich: Zittern, rektale Blutungen, Pollakisurie, Fieber, Unwohlsein.[4][5]

## Pharmakologische Eigenschaften

### Wirkungsmechanismus
Bei Prucaloprid handelt es sich um einen (hochselektiven) Agonisten an Serotonin(5-HT4)-Rezeptoren, die in der Darmwand lokalisiert sind. Die durch die Rezeptoraktivierung ausgelöste Acetylcholinausschüttung führt zu einer erhöhten Peristaltik des Gastrointestinaltraktes und somit zu einer beschleunigten Darmpassage des Nahrungsbreies, was wiederum eine verbesserte Stuhlentleerung bewirkt.
Tierversuche haben gezeigt, dass Prucaloprid in höheren Dosierungen als Antagonist an Dopamin-D2-Rezeptoren wirkt und über diesen Mechanismus den Prolaktinspiegel im Blut erhöht. Außerdem hemmt Prucaloprid die Untereinheit des HERG-Kanals, jedoch ebenfalls nicht in therapeutischen Dosen.

### Aufnahme und Verteilung im Körper
Prucaloprid wird bei einer von der Nahrungsaufnahme unabhängigen Bioverfügbarkeit von mehr als 90 % rasch resorbiert, maximale Plasmakonzentrationen werden nach oraler Aufnahme von 2 mg nach 2–3 Stunden erreicht. Das Verteilungsvolumen beträgt 567 Liter, die Proteinbindung etwa 30 %. Die Ausscheidung erfolgt zu etwa 65 % unverändert renal.

### Toxikologie
Nach Überdosierung von Prucaloprid zeigen sich die Nebenwirkungen in verstärktem Maße, ebenso kann es zu einem mäßigen Anstieg von Puls und Blutdruck kommen. Eine kausale Therapie ist nicht bekannt, die Behandlung erfolgt symptomatisch.

## Sonstige Informationen

### Geschichtliches
Resolor® wurde in der EU im Januar 2010, in der Schweiz Ende Juli desselben Jahres zugelassen.

### Studien
Die Zulassung von Resolor® beruht auf drei doppelblinden, randomisierten und placebokontrollierten Studien, an denen etwa 1300 Patienten mit chronischer Verstopfung teilnahmen, 88 % waren Frauen. Die Tagesdosis betrug einmal täglich 2 bzw. 4 mg. Als Endpunkt war die Zahl der Patienten definiert, bei denen mindestens dreimal pro Woche über einen Zeitraum von 12 Wochen hinweg eine vollständige Darmentleerung ohne weitere Laxanziengabe erfolgte. Prucaloprid zeigte sich in beiden Dosierungen Placebo überlegen. Die Dosierung von 4 mg/d brachte jedoch gegenüber der von 2 mg/d keine signifikanten Vorteile.

## Handelsnamen
Monopräparate: Resolor®